# Cavernocepheus furcatus
Cavernocepheus furcatus är en kvalsterart som beskrevs av P. Balogh och Palacios-Vargas 1997. Cavernocepheus furcatus ingår i släktet Cavernocepheus och familjen Tetracondylidae. Inga underarter finns listade i Catalogue of Life.